# Trigonocefalia
La Trigonocefalia es la fusión prematura de la sutura metópica (parte de la sutura frontal que une las dos mitades del hueso frontal del cráneo) en el cual una anormalidad en forma de V ocurre en la parte frontal del cráneo. Se caracteriza por una prominencia triangular de la frente y ojos muy juntos.